# Biblioteket Sønderborg
Biblioteket Sønderborg er folkebibliotek for Sønderborg Kommune. 
Biblioteket består af et hovedbibliotek i Sønderborg by og otte lokalbiblioteker.
Det nuværende biblioteksvæsen opstod i forbindelse med kommunalreformen fra 2007.

## Ekstern henvisning
- Bibliotekets hjemmeside

|  | Denne artikel om en bygning eller et bygningsværk kan blive bedre, hvis der indsættes et (bedre) billede. Du kan hjælpe ved at afsøge Wikimedia Commons for et passende billede eller lægge et op på Wikimedia Commons med en af de tilladte licenser og indsætte det i artiklen. |

54°54′37″N 9°47′46″Ø / 54.910175°N 9.796164°Ø